# Мокрая Дубрава (Брестская область)
Мо́края Дубра́ва (бел. Мокрая Дубрава) — деревня в Пинском районе Брестской области Беларуси. Входит в состав Логишинского сельсовета. Расположена на автодороге Ганцевичи — Логишин (Р-105) и в 32 км от города Пинск. По переписи населения 2019 года в деревне насчитывалось 204 жителя.

## История
Деревня является давней собственностью королей Речи Посполитой, являлась вотчиной землевладельцев Сташевичей.
- 80-е года XIX века — Мокрая Дубрава состоит из 32 дворов с населением 203 человека
- Являлась местом сражений в годы Первой мировой и советско-польской войн
- 9 сентября 1915 г. под Мокрой Дубравой геройски погибла в бою сестра милосердия Римма Иванова — единственная в России женщина, награждённая орденом Святого Георгия IV степени[3]
- В советское время часть земель подверглась парцелляции и была продана крестьянам
- 1940—1954 года — являлась центром Дубравского сельсовета Логишинского района Пинской области
- Март 1944 года — фашистами было уничтожено 3 двора, убито 4 человека

## Инфраструктура
В деревне находятся магазин, фельдшерско-акушерский пункт, Дом молитвы, лесничество, пилорама, сельский клуб, 2 кладбища; до 2015 года действовала Мокродубравская базовая школа.

## Достопримечательности
- Воинские захоронения Первой мировой войны (1915—1918 года):
  - к северу от деревни, в лесу
  - на юго-восточной окраине деревни, в поле недалеко от дороги на Стошаны
  - на восточной окраине деревни, у дороги на Лыще
- Кенотаф Римме Ивановой (Октябрьская ул., 6)[4]. Памятный знак на месте гибели Риммы Ивановой был установлен 28 апреля 2014 года.